# Логичко расуђивање
Логичко расуђивање је ментална активност која има за циљ долазак до закључка на строг начин. Одвија се у облику закључивања или аргумента полазећи од скупа премиса и расуђивањем до закључка који је подржан тим премисама. Премисе и закључак су пропозиције, односно тврдње које могу бити истините или лажне. Заједно, они чине аргумент. Логичко расуђивање је нормативно у смислу да тежи формулисању исправних аргумената које би свака рационална особа сматрала убедљивим. Главна дисциплина која проучава логичко расуђивање је логика.

Различити типови логичког расуђивања разликују се међусобно у погледу норми које користе и извесности закључка до којег долазе. Дедуктивно расуђивање нуди најјачу подршку: премисе осигуравају закључак, што значи да је немогуће да закључак буде лажан ако су све премисе истините. Такав аргумент се назива ваљаним аргументом, на пример: сви људи су смртни; Сократ је човек; према томе, Сократ је смртан. За ваљане аргументе није важно да ли су премисе заиста истините, већ само да, ако би биле истините, закључак не би могао бити лажан. Ваљани аргументи следе правило закључивања, као што су modus ponens или modus tollens. Дедуктивно расуђивање игра централну улогу у формалној логици и математици.
Код недедуктивног логичког расуђивања, премисе чине свој закључак рационално убедљивим без осигурања његове истинитости. Ово се често схвата у смислу вероватноће: премисе чине вероватнијим да је закључак истинит, а снажни закључци га чине веома вероватним. Одређена несигурност остаје јер закључак уводи нове информације које се већ не налазе у премисама. Недедуктивно расуђивање игра централну улогу у свакодневном животу и у већини наука. Често разматрани типови су индуктивно, абдуктивно и аналогијско расуђивање. Индуктивно расуђивање је облик генерализације који закључује универзални закон из обрасца пронађеног у многим појединачним случајевима. Може се користити за закључак да су "све вране црне" на основу многих појединачних запажања црних врана. Абдуктивно расуђивање, такође познато као "закључивање до најбољег објашњења", полази од запажања и расуђује до чињенице која објашњава то запажање. Пример је лекар који испитује симптоме свог пацијента како би поставио дијагнозу основног узрока. Аналогијско расуђивање упоређује два слична система. Оно примећује да један од њих има одређену особину и закључује да и други има ту особину.
Аргументи који не испуњавају стандарде логичког расуђивања називају се логичке грешке. За формалне грешке, попут афирмације консеквента, грешка лежи у логичкој форми аргумента. За неформалне грешке, попут лажне дилеме, извор погрешног расуђивања обично се налази у садржају или контексту аргумента. Неки теоретичари схватају логичко расуђивање у широком смислу који је отприлике еквивалентан критичком мишљењу. У том погледу, оно обухвата когнитивне вештине поред способности извођења закључака из премиса. Примери су вештине за генерисање и процену разлога и за процену поузданости информација. Додатни фактори су тражење нових информација, избегавање неконзистентности и разматрање предности и недостатака различитих праваца деловања пре доношења одлуке.

## Дефиниција
Логичко расуђивање је облик мишљења који се бави доласком до закључка на строг начин. То се дешава у облику закључивања трансформисањем информација присутних у скупу премиса како би се дошло до закључка. Може се дефинисати као "бирање и тумачење информација из датог контекста, успостављање веза и проверавање и извођење закључака на основу пружених и протумачених информација и повезаних правила и процеса." Логичко расуђивање је строго у смислу да не генерише било какав закључак, већ осигурава да премисе подржавају закључак и делују као разлози за веровање у њега. Један централни аспект је да ова подршка није ограничена на одређеног расуђивача, већ да би свака рационална особа сматрала закључак убедљивим на основу премиса. На овај начин, логичко расуђивање игра улогу у проширивању знања.
Главна дисциплина која проучава логичко расуђивање назива се логика. Она је подељена на формалну и неформалну логику, које проучавају формално и неформално логичко расуђивање. Традиционално, логичко расуђивање је првенствено повезивано са дедуктивним расуђивањем које проучава формална логика. Али у ширем смислу, оно такође укључује облике недедуктивног расуђивања, као што су индуктивно, абдуктивно и аналогијско расуђивање.
Облици логичког расуђивања имају заједничко то што користе премисе за извођење закључака на начин који је вођен нормама. Као праксе вођене нормама, они теже интер-субјективном слагању о примени норми, тј. слагању о томе да ли и у којој мери премисе подржавају свој закључак. Типови логичког расуђивања разликују се у погледу тачних норми које користе, као и извесности закључка до којег долазе. Дедуктивно расуђивање нуди најјачу подршку и имплицира свој закључак са сигурношћу, попут математичких доказа. За недедуктивно расуђивање, премисе чине закључак вероватнијим, али га не осигуравају. Ова подршка долази у степенима: снажни аргументи чине закључак веома вероватним, као што је случај са добро истраженим питањима у емпиријским наукама. Неки теоретичари дају веома широку дефиницију логичког расуђивања која укључује његову улогу као когнитивне вештине одговорне за висококвалитетно мишљење. У том погледу, оно има отприлике исто значење као критичко мишљење.

## Основни појмови
Различити основни појмови користе се у проучавању и анализи логичког расуђивања. Логичко расуђивање се одвија закључивањем закључка из скупа премиса. Премисе и закључци се обично посматрају као пропозиције. Пропозиција је исказ који износи тврдњу о ономе што је случај. У том погледу, пропозиције делују као носиоци истине: оне су или истините или лажне. На пример, реченица "Вода кључа." изражава пропозицију јер може бити истинита или лажна. Реченице "Да ли вода кључа?" или "Прокувај воду!", с друге стране, не изражавају пропозиције јер нису ни истините ни лажне. Пропозиције које се користе као полазна тачка логичког расуђивања називају се премисама. Пропозиција изведена из њих назива се закључком. На пример, у аргументу "сви штенци су пси; сви пси су животиње; дакле сви штенци су животиње", пропозиције "сви штенци су пси" и "сви пси су животиње" делују као премисе, док пропозиција "сви штенци су животиње" је закључак.
Скуп премиса заједно са закључком назива се аргумент. Закључивање је ментални процес расуђивања који полази од премиса и долази до закључка. Али термини "аргумент" и "закључивање" се често користе наизменично у логици. Сврха аргумената је да убеде особу да је нешто случај пружајући разлоге за то веровање. Многи аргументи у природном језику не наводе експлицитно све премисе. Уместо тога, премисе се често имплицитно претпостављају, посебно ако изгледају очигледне и припадају здравом разуму. Неки теоретичари разликују једноставне и сложене аргументе. Сложени аргумент састоји се од многих подаргумената. На тај начин формира се ланац у којем закључци ранијих аргумената делују као премисе за касније аргументе. Свака карика у овом ланцу мора бити успешна да би сложени аргумент успео.
Аргумент је исправан или неисправан у зависности од тога да ли премисе нуде подршку за закључак. Ово се често схвата у смислу вероватноће: ако су премисе исправног аргумента истините, то повећава вероватноћу да је и његов закључак истинит. Облици логичког расуђивања могу се разликовати на основу тога како премисе подржавају закључак. Дедуктивни аргументи нуде најјачу могућу подршку. Недедуктивни аргументи су слабији, али су ипак исправни облици расуђивања. Термин "доказ" се често користи за дедуктивне аргументе или веома јаке недедуктивне аргументе. Неисправни аргументи не нуде никакву или недовољну подршку и називају се логичке грешке, иако употреба неисправних аргумената не значи да су њихови закључци нетачни.

## Дедуктивно расуђивање
Дедуктивно расуђивање је ментални процес извођења дедуктивних закључака. Дедуктивно ваљани закључци су најпоузданији облик закључивања: немогуће је да њихов закључак буде лажан ако су све премисе истините. То значи да истинитост премиса осигурава истинитост закључка. Дедуктивни аргумент је здрав ако је ваљан и све његове премисе су истините. На пример, закључивање закључка "ниједна мачка није жаба" из премиса "све жабе су водоземци" и "ниједна мачка није водоземац" је здрав аргумент. Али чак и аргументи са лажним премисама могу бити дедуктивно ваљани, као што је закључивање да "ниједна мачка није жаба" из премиса "све жабе су сисари" и "ниједна мачка није сисар". У том погледу, важно је само да закључак не би могао бити лажан ако су премисе истините, а не да ли су оне заиста истините.
Дедуктивно ваљани аргументи следе правило закључивања. Правило закључивања је шема извођења закључака која зависи само од логичке форме премиса и закључка, али не и од њиховог специфичног садржаја. Најчешће разматрано правило закључивања је modus ponens. Оно има следећи облик: p; ако p онда q; дакле q. Ова шема је дедуктивно ваљана без обзира на то шта p и q представљају. На пример, аргумент "данас је недеља; ако је данас недеља онда не морам да идем на посао данас; дакле не морам да идем на посао данас" је дедуктивно ваљан јер има облик modus ponens. Друга популарна правила закључивања укључују modus tollens (не q; ако p онда q; дакле не p) и дисјунктивни силогизам (p или q; не p; дакле q).
Правила која управљају дедуктивним расуђивањем често се изражавају формално као логички системи за процену исправности дедуктивних аргумената. Аристотелова логика је један од најранијих система и третирана је као канон логике у западном свету више од две хиљаде година. Заснована је на силогизмима, попут закључивања да је "Сократ смртан" из премиса "Сократ је човек" и "сви људи су смртни". Тренутно доминантни систем познат је као класична логика и покрива многе додатне облике закључивања поред силогизама. Такозване проширене логике засноване су на класичној логици и уводе додатна правила закључивања за специфичне домене. На пример, модална логика може се користити за расуђивање о ономе што је могуће и што је нужно. Темпорална логика може се користити за извођење закључака о ономе што се догодило пре, током и после неког догађаја. Класична логика и њена проширења почивају на скупу основних логичких интуиција које прихвата већина логичара. Оне укључују закон искључења трећег, елиминацију двоструке негације, принцип експлозије и бивалентност истине. Такозване девијантне логике одбацују неке од ових основних интуиција и предлажу алтернативна правила која управљају ваљаношћу аргумената. На пример, интуиционистичка логика одбацује закон искључења трећег и елиминацију двоструке негације, док параконзистентна логика одбацује принцип експлозије.
Дедуктивно расуђивање игра централну улогу у формалној логици и математици. У математици, оно се користи за доказивање математичких теорема на основу скупа премиса, обично званих аксиоми. На пример, Пеанова аритметика заснована је на малом скупу аксиома из којих се све битне особине природних бројева могу извести користећи дедуктивно расуђивање.

## Недедуктивно расуђивање
Недедуктивно расуђивање је важан облик логичког расуђивања поред дедуктивног расуђивања. Оно се одвија у облику закључака изведених из премиса како би се дошло до закључка и подржало га, баш као и његов дедуктивни пандан. Обележје недедуктивног расуђивања је да је ова подршка погрешива. То значи да ако су премисе истините, то чини вероватнијим, али не и сигурним, да је закључак такође истинит. Дакле, за недедуктивни аргумент, могуће је да све његове премисе буду истините док је његов закључак и даље лажан. Постоје различити типови недедуктивног расуђивања, попут индуктивног, абдуктивног и аналогијског расуђивања. Недедуктивно расуђивање је чешће у свакодневном животу него дедуктивно расуђивање.
Недедуктивно расуђивање је амплијативно и дефизибилно. Понекад се термини недедуктивно расуђивање, амплијативно расуђивање и дефизибилно расуђивање користе као синоними иако постоје мале разлике у њиховом значењу. Недедуктивно расуђивање је амплијативно у смислу да долази до информација које нису већ присутне у премисама. Дедуктивно расуђивање, насупрот томе, је неамплијативно јер само извлачи информације које су већ присутне у премисама без додавања било каквих додатних информација. Тако са недедуктивним расуђивањем, може се научити нешто ново што се није знало раније. Али чињеница да се додају нове информације значи да ове додатне информације могу бити лажне. Зато недедуктивно расуђивање није тако сигурно као дедуктивно расуђивање.
Уско повезан аспект је да је недедуктивно расуђивање дефизибилно или немонотоно. То значи да можда треба повући закључак након сазнања нових информација. На пример, ако су све птице које је особа до сада видела могле да лете, ова особа је оправдана у доношењу индуктивног закључка да све птице лете. Овај закључак је дефизибилан јер расуђивач можда мора да га ревидира након што сазна да су пингвини птице које не лете.

### Индуктивно
Индуктивно расуђивање полази од скупа појединачних случајева и користи генерализацију да би дошло до универзалног закона који управља свим случајевима. Неки теоретичари користе термин у веома широком смислу да укључе било који облик недедуктивног расуђивања, чак и ако није укључена генерализација. У ужем смислу, може се дефинисати као "процес закључивања општег закона или принципа из запажања појединачних случајева." На пример, полазећи од емпиријског запажања да су "све вране које сам до сада видео црне", индуктивно расуђивање може се користити за закључак да су "све вране црне". У нешто слабијем облику, индукција се такође може користити за закључивање појединачног закључка о једном случају, на пример, да ће "следећа врана коју ћу видети бити црна". Индуктивно расуђивање је уско повезано са статистичким и пробабилистичким расуђивањем. Као и други облици недедуктивног расуђивања, индукција није сигурна. То значи да премисе подржавају закључак чинећи га вероватнијим, али не осигуравају његову истинитост. У том погледу, закључак индуктивног закључивања садржи нове информације које се не налазе већ у премисама.
Различити аспекти премиса су важни како би се осигурало да оне пружају значајну подршку закључку. У том погледу, величина узорка треба да буде велика како би се гарантовало да је размотрено много појединачних случајева пре доношења закључка. Интимно повезан фактор је да је узорак случајан и репрезентативан. То значи да укључује фер и уравнотежен избор појединаца са различитим кључним карактеристикама. На пример, када се прави генерализација о људским бићима, узорак би требало да укључује припаднике различитих раса, полова и старосних група. Много расуђивања у свакодневном животу је индуктивно. На пример, када се предвиђа како ће особа реаговати на ситуацију, индуктивно расуђивање може се применити на основу тога како је особа раније реаговала у сличним околностима. Оно игра једнако централну улогу у наукама, које често почињу са много појединачних запажања и затим примењују процес генерализације како би дошле до универзалног закона.
Добро познати проблем у области индуктивног расуђивања је такозвани проблем индукције. Он се тиче питања да ли или зашто је ико оправдан у веровању у закључке индуктивних закључивања. Овај проблем је првобитно покренуо Дејвид Хјум, који сматра да будући догађаји не морају личити на прошла запажања. У том погледу, индуктивно расуђивање о будућим догађајима чини се да почива на претпоставци да природа остаје униформна.

### Абдуктивно
Абдуктивно расуђивање обично се схвата као закључивање од запажања до чињенице која објашњава то запажање. Закључивање да је падала киша након што се види да су улице мокре је један пример. Често се израз "закључивање до најбољег објашњења" користи као синоним. Овај израз наглашава да обично постоји много могућих објашњења исте чињенице и да би расуђивач требало да закључи само најбоље објашњење. На пример, цунами такође може објаснити зашто су улице мокре, али то обично није најбоље објашњење. Као облик недедуктивног расуђивања, абдукција не гарантује истинитост закључка чак и ако су премисе истините.
Што је објашњење уверљивије, то га премисе јаче подржавају. У том погледу, важно је да је објашњење једноставно, тј. да не укључује никакве непотребне тврдње, и да је у складу са утврђеним знањем. Други централни критеријуми за добро објашњење су да одговара запаженим и општепознатим чињеницама и да је релевантно, прецизно и није циркуларно. У идеалном случају, објашњење би требало да буде проверљиво емпиријским доказима. Ако објашњење укључује изванредне тврдње, онда захтева веома јаке доказе.
Абдуктивно расуђивање игра централну улогу у науци када истраживачи открију необјашњене феномене. У том случају, они често прибегавају облику нагађања како би дошли до општих принципа који би могли објаснити запажања. Хипотезе се затим тестирају и упоређују како би се открило која пружа најбоље објашњење. То се посебно односи на случајеве каузалног расуђивања који покушавају да открију однос између узрока и последица. Абдукција је такође веома честа у свакодневном животу. Тамо се користи на сличан али мање систематичан начин. То се односи, на пример, на поверење које људи имају у оно што други људи говоре. Најбоље објашњење зашто особа тврди нешто обично је да то верује и има доказе за то. Овај облик абдуктивног расуђивања је релевантан за то зашто се обично верује ономе што други људи кажу, иако се овај закључак обично не изводи на експлицитан начин. Нешто слично се дешава када је изјава говорника двосмислена и публика покушава да открије и објасни шта је говорник могао да мисли. Абдуктивно расуђивање је такође уобичајено у медицини када лекар испитује симптоме свог пацијента како би дошао до дијагнозе њиховог основног узрока.

### Аналогијско расуђивање
Аналогијско расуђивање укључује поређење два система у односу на њихову сличност. Оно полази од информација о једном систему и закључује информације о другом систему на основу сличности између два система. Изражено шематски, аргументи из аналогије имају следећи облик: (1) a је слично b; (2) a има особину F; (3) дакле b вероватно такође има особину F. Аналогијско расуђивање може се користити, на пример, за закључивање информација о људима из медицинских експеримената на животињама: (1) пацови су слични људима; (2) контрацептивне пилуле утичу на развој мозга пацова; (3) стога оне могу утицати и на развој мозга људи.
Кроз аналогијско расуђивање, знање се може пренети из једне ситуације или домена у други. Аргументи из аналогије пружају подршку свом закључку, али не гарантују његову истинитост. Њихова снага зависи од различитих фактора. Што су системи сличнији, то је вероватније да дата особина једног објекта такође карактерише и други објекат. Други фактор се не тиче само степена сличности већ и њене релевантности. На пример, вештачка јагода направљена од пластике може бити слична правој јагоди у многим аспектима, укључујући њен облик, боју и структуру површине. Али ове сличности нису релевантне за то да ли вештачка јагода има сладак укус као права.
Аналогијско расуђивање игра централну улогу у решавању проблема, доношењу одлука и учењу. Може се користити и за једноставне физичке карактеристике и за сложене апстрактне идеје. У науци, аналогије се често користе у моделима за разумевање сложених феномена на једноставан начин. На пример, Боров модел објашњава интеракције субатомских честица по аналогији са тим како планете круже око Сунца.

## Логичке грешке
Логичка грешка је неисправан аргумент или погрешан облик расуђивања. То значи да премисе не пружају никакву или недовољну подршку за закључак. Логичке грешке често на први поглед изгледају исправно и тиме заводе људе да их прихвате и користе. У логици, термин "логичка грешка" не значи да је закључак лажан. Уместо тога, он само значи да је нека врста грешке почињена на путу до закључка. Аргумент може бити логичка грешка чак и ако је, срећним случајем, закључак истинит. Ван поља логике, термин "логичка грешка" се понекад користи у нешто другачијем смислу за лажно веровање или теорију, а не за аргумент.
Логичке грешке се обично деле на формалне грешке и неформалне грешке. Формалне грешке су изражене у формалном језику и обично припадају дедуктивном расуђивању. Њихова мана лежи у логичкој форми аргумента, тј. у томе што не следи важеће правило закључивања. Добро позната формална грешка је афирмација консеквента. Она има следећи облик: (1) q; (2) ако p онда q; (3) дакле p. Ова грешка се чини, на пример, када особа тврди да су "провалници ушли на предња врата" на основу премиса "провалници су форсирали браву" и "ако су провалници ушли на предња врата, онда су форсирали браву". Ова грешка је слична важећем правилу закључивања познатом као modus ponens. Она је погрешна јер су прва премиса и закључак замењени. Друге добро познате формалне грешке су негирање антецедента, афирмација дисјункта, негирање конјункта и грешка неподељеног средњег термина.
Неформалне грешке су изражене у природном језику. Њихова главна мана обично не лежи у форми аргумента, већ има друге изворе, попут његовог садржаја или контекста. Неке неформалне грешке, попут неких случајева лажних дилема и грешака слама човека, чак укључују исправно дедуктивно расуђивање на формалном нивоу. Садржај аргумента је идеја која је у њему изражена. На пример, лажна дилема је неформална грешка која се заснива на грешци у једној од премиса. Погрешна премиса поједностављује стварност: она наводи да су ствари или на један начин или на други начин, али игнорише многе друге одрживе алтернативе. Лажне дилеме често користе политичари када тврде да или њихов предлог мора бити прихваћен или ће доћи до страшних последица. Такве тврдње обично игноришу да постоје разне алтернативе за избегавање тих последица, тј. да њихов предлог није једино одрживо решење.
Грешка слама човека је још једна неформална грешка. Њена грешка се дешава на нивоу контекста. Састоји се у погрешном представљању гледишта противника, а затим побијању тог гледишта. Само побијање је често исправно, али грешка лежи у погрешној претпоставци да противник заиста брани то гледиште. На пример, лобиста за алкохол може одговорити на предлог забране реклама за алкохол на телевизији тврдњом да је немогуће натерати људе да престану да пију алкохол. Ово је грешка слама човека јер је предлог био само да се забране рекламе, а не да се заустави сва конзумација алкохола.
Двосмислени и нејасни изрази у природном језику често су одговорни за погрешно расуђивање у неформалним грешкама. На пример, то је случај код грешака двосмислености, попут аргумента "(1) перје је лако; (2) светлост је супротна тами; (3) дакле перје је супротно тами". Грешка се налази у двосмисленом термину "светлост/лако", који има једно значење у првој премиси ("није тешко") и друго значење у другој премиси ("видљиво електромагнетно зрачење").

## Као вештина
Неки теоретичари разматрају логичко расуђивање у веома широком смислу који укључује његову улогу као широке вештине одговорне за висококвалитетно мишљење. У том смислу, оно је отприлике еквивалентно критичком мишљењу и укључује способност избора и примене одговарајућих правила логике на специфичне ситуације. Оно обухвата велику разноликост способности поред извођења закључака из премиса. Примери су разумевање позиције, генерисање и процена разлога за и против ње, као и критичка процена да ли прихватити или одбацити одређене информације. Ради се о доношењу судова и извођењу закључака након пажљиве процене и у том погледу се разликује од некритичких брзих судова и интуитивних осећања. Друге основне вештине повезане са логичким расуђивањем су процена разлога пре прихватања тврдње и тражење нових информација ако је потребно више за доношење поузданог закључка. Такође укључује способност разматрања различитих праваца деловања и упоређивања предности и недостатака њихових последица, коришћење здравог разума и избегавање неконзистентности. Вештине одговорне за логичко расуђивање могу се научити, тренирати и побољшати.
Логичко расуђивање је релевантно и на теоријском и практичном нивоу. На теоријском нивоу, оно помаже смањењу броја лажних уверења. Централни аспект се односи на способности које се користе за разликовање чињеница од пуких мишљења, попут процеса налажења и процене разлога за и против позиције како би се дошло до сопственог закључка. Ово укључује способност разликовања између поузданих и непоузданих извора информација. Ово је важно за ефикасно расуђивање јер је често неопходно ослонити се на информације које пружају други људи уместо да се свака појединачна чињеница проверава самостално. На овај начин, логичко расуђивање може помоћи особи да избегне ефекте пропаганде или да буде манипулисана од стране других. Када недостају важне информације, често је боље суздржати се од суда него доносити пренагљене закључке. У том погледу, логичко расуђивање треба да буде скептично и отвореног ума истовремено.
На практичном нивоу, логичко расуђивање се бави питањем доношења рационалних и ефикасних одлука. За многе одлуке у стварном животу, агенту су доступни различити правци деловања. За сваку могућу акцију могу постојати супротстављени разлози, неки у корист ње, а други против ње. У таквим случајевима, логичко расуђивање укључује одмеравање потенцијалних користи и недостатака, као и разматрање њихове вероватноће, како би се дошло до уравнотежене свеобухватне одлуке. На пример, када особи понестане воде за пиће усред планинарења, она би могла да примени вештине повезане са логичким расуђивањем како би одлучила да ли да прокува и пије воду из потока која би могла садржати опасне микроорганизме, уместо да прекине путовање и врати се до паркинга. То би могло укључивати разматрање фактора попут процене колико су микроорганизми опасни и вероватноће да преживе поступак кувања. Такође може укључивати прикупљање релевантних информација за ове процене, на пример, питањем других планинара.
Време такође игра централну улогу у логичком расуђивању. Ако недостају важне информације, често је боље одложити одлуку и потражити нове информације пре доношења закључка. Ако је одлука временски осетљива, с друге стране, логичко расуђивање може подразумевати доношење брзе одлуке на основу тренутно доступних доказа, чак и ако су веома ограничени. На пример, ако пријатељ викне "Сагни се!" током бејзбол утакмице, најлогичнији одговор може бити слепо веровање и сагињање уместо тражења објашњења или истраживања шта је могло изазвати њихов узвик. Генерално говорећи, што је мање времена, то је значајније веровати интуицији и инстинктивним осећањима. Ако има више времена, с друге стране, постаје важно испитати двосмислености и проценити противречне информације.